# Abdullah Al-Tamimi
Abdullah Al-Tamimi (Arabic:عبدالله التميمي) (sinh ngày 2 tháng 3 năm 1993) là một cầu thủ bóng đá người Các Tiểu vương quốc Ả Rập Thống nhất. Hiện tại anh thi đấu cho Al-Fujairah.